# Тимлат
Тимлат (рос. Тымлат) — село у Карагінському районі Камчатського краю Російської Федерації.
Населення становить 644 (2018)  особи. Входить до складу муніципального утворення село Тимлат.

## Історія
До 1 червня 2007 року у складі Коряцького автономного округу Камчатської області, відтак у складі Камчатського краю. Згідно із законом від 2 грудня 2004 року органом місцевого самоврядування є село Тимлат.

## Населення
| 2002 | 2007 | 2008 | 2010 | 2012 | 2013 | 2014 |
| ---- | ---- | ---- | ---- | ---- | ---- | ---- |
| 904  | ↘876 | ↘866 | ↘682 | ↘679 | ↘659 | ↘645 |
| 2015 | 2016 | 2017 | 2018 |      |      |      |
| ↘639 | ↘631 | ↗638 | ↗644 |      |      |      |